# سید علی بهشتیان
سید علی بهشتیان سیاست‌مدار و مدیر اجرایی ایرانی است، که در حال حاضر به‌عنوان مدیرعامل شرکت پتروشیمی جم فعالیت می‌کند.
بهشتیان از سال ۱۳۶۴ مسئولیت معاونت مالی اداری وزارت نفت ایران و مدیریت امور اداری شرکت ملی نفت ایران را برعهده گرفت و یکی از اعضای هیئت مدیره شرکت ملی نفت ایران نیز بود. وی در سال ۱۳۶۶ به عنوان مدیر عامل شرکت ملی پالایش و پخش فراورده‌های نفتی ایران انتخاب شد و از سال ۱۳۶۷ نیز با حفظ سمت، قائم مقام وزیر نفت ایران شد. از مهر ۱۳۶۸ با حکم حسن حبیبی (معاون اول وقت رئیس‌جمهور) به سمت قائم مقام نهاد ریاست جمهوری منصوب گردید.
در سال ۱۳۷۰ به سمت مدیر عامل شرکت ملی پخش فراورده‌های نفتی ایران منصوب شد و در مرداد ۱۳۷۳ مسئولیت پژوهشگاه صنعت نفت به وی واگذار گردید. بهشتیان از سال ۱۳۷۷ تا ۱۳۷۸ مدیرعاملی شرکت ملی مناطق نفت‌خیز جنوب را برعهده داشت. از دیگر مسئولیت‌ها و سوابق شغلی وی، می‌توان به: مدیرعاملی شرکت سرمایه‌گذاری صنایع پتروشیمی و مدیرعاملی شرکت پتروایران اشاره نمود.

## سوابق
· سال ۱۳۵۷ سازمان ملی پرورش استعدادهای درخشان معلم و مسئول مرکز شرق تهران
· سال ۱۳۵۸ همکاری با روزنامه جمهوری اسلامی و حزب جمهوری اسلامی
· سال ۱۳۵۹ اعزام به جبهه ایلام و فرماندهی بسیج عشایری آبدانان
· سال ۱۳۶۰ دفتر مرکزی جهاد سازندگی
· سال ۱۳۶۰ در دولت رجایی رئیس دفتر وزیر امور خارجه
· سال ۶۴–۱۳۶۰ در دولت اول میرحسین موسوی معاونت مالی و اداری نخست‌وزیری- معاون اجرایی وزیر مشاور - عضو کمیسیون مشورتی شورای عالی دفاع - مسئول ستاد امدادهای فوری جبهه- عضو کمیسیون اسرای عراقی- عضو ستاد جنگ‌های شیمیایی و میکروبی - دبیر هیئت عالی گزینش نخست‌وزیری و ریاست جمهوری – رئیس دفتر اجرائی تبصره ۸۲ – مشاور دریائی نخست‌وزیر
· سال ۱۳۶۴ معاونت مالی اداری وزارت نفت و مدیر امور اداری و عضو هیئت مدیره شرکت ملی نفت ایران
· سال ۱۳۶۶ مدیر عامل شرکت ملی پخش فراورده‌های نفتی و قائم مقام وزیر نفت در سمت رئیس هیئت مدیره و عضو هیئت مدیره شرکت ملی نفت ایران
· سال ۱۳۶۸ در دولت اول هاشمی رفسنجانی قائم مقام معاون اول رئیس‌جمهور در سرپرست نهاد ریاست جمهوری
· سال ۱۳۷۰ مدیر عامل شرکت ملی پخش فرآورده‌های نفتی ایران و عضو هیئت مدیره شرکت ملی پالایش و پخش
· سال ۱۳۷۲ معاون پژوهشگاه صنعت نفت
· سال ۱۳۷۳ ریاست پژوهشگاه صنعت نفت
· سال ۱۳۷۷ مدیریت تولید نفت مناطق خشکی و ۱۷ آذر ۱۳۷۷ پس از تغیر ساختار مدیر عامل شرکت ملی مناطق نفت خیز جنوب و عضو هیئت مدیره شرکت ملی نفت ایران
· سال ۱۳۷۸ معاون شرکت سرمایه‌گذاری تأمین اجتماعی (شستا) و عضو هیئت مدیره شرکت سرمایه‌گذاری پتروشیمی
· سال ۱۳۷۹ مدیر عامل شرکت سرمایه‌گذاری و صنایع پتروشیمیایی و شیمیایی تأمین
· سال ۱۳۸۴ مدیر عامل شرکت سرمایه‌گذاری صندوق بازنشستگی کشوری
· سال ۱۳۸۶ عضو هیئت مدیره و مدیرعامل شرکت پترو ایران
سال ۱۳۹۱ بنیان‌گذار، عضو هیئت مدیره و مدیر عامل شرکت توسعه انرژی